# Facino Cane (Balzac)
Facino Cane è un breve racconto di Honoré de Balzac facente parte della Commedia Umana. Apparso nel 1837 nelle edizioni Delloye e Lecou, nel dodicesimo tomo degli Studi filosofici, è stato ripreso nel 1843 sotto il titolo di Padre Canet, prima di prendere posto nel 1844 nelle Scene della vita parigina della Commedia Umana (tra La messa dell'ateo e Sarrasine) col titolo originale di Facino Cane.
È uno dei testi più brevi della Commedia Umana, a metà strada tra un racconto di avventura e uno studio di costume.

## Riassunto
La novella, scritta in prima persona, comincia con l'evocare la capacità di osservazione del narratore. Descrive questa facoltà come una "seconda vista" che gli permette di identificarsi con gli individui che incontra. Per illustrare queste considerazioni generali, il narratore decide poi di raccontare una delle storie che tiene a mente. Questa inizia quando, invitato ad un matrimonio, vi trova un'orchestra di tre musicisti ciechi. Il suonatore di clarinetto, di nome Facino Cane, gli racconta la storia della sua vita.
Nobile originario di Venezia, nel 1760 si innamora della moglie di un senatore. Facino uccide il marito quando questi sorprende i due innamorati. In seguito al crimine viene condannato nelle carceri del Palazzo Ducale. Quando tenta di fuggire scavando un tunnel, scopre il tesoro nascosto del palazzo ducale. Con la complicità di uno dei carcerieri, fugge, portando con sé una parte del tesoro. Per anni conduce una vita di lusso nelle capitali europee, ma nel 1770 fu colpito da cecità. La sua amante lo tradisce e gli toglie il ricco bottino.
Facino si vanta di una capacità singolare: «Sento l'oro. Benché cieco, mi fermo davanti ai negozi di gioielleria. Questa passione mi ha fatto smarrire, sono diventato giocatore d'azzardo per giocare d'oro. » Propone allora al narratore di accompagnarlo a Venezia per aiutarlo a ritrovare il tesoro del Palazzo Ducale e condividerlo, ma questo progetto rimane incompiuto a causa della sua morte improvvisa.

## Interpretazione
La maggior parte dei critici concorda che l'inizio della novella sia autobiografico. Il narratore dice di abitare a rue de Lesdiguières, la stessa di Balzac in gioventù. L'incipit di Facino Cane sarebbe allora una riflessione dell'autore sulle proprie capacità di analisi e osservazione.